# Supercopa de los Países Bajos 1996
La Supercopa de los Países Bajos 1996 (Johan Cruijff Schaal 1996 en neerlandés) fue la 7.ª edición de la Supercopa de los Países Bajos. El partido se jugó el 18 de agosto de 1996 en el Amsterdam Arena entre el Ajax de Ámsterdam, campeón de la Eredivisie 1995-96 y el PSV Eindhoven, campeón de la KNVB Beker 1995-96. PSV ganó por 3-0 en el Amsterdam Arena frente a 31.000 espectadores.
| Ajax de Ámsterdam |  | Bandera de los Países Bajos |  | Campeón de la Eredivisie 1995-96               |
| PSV Eindhoven     |  | Bandera de los Países Bajos |  | Campeón de la Copa de los Países Bajos 1995-96 |

## Partido
| 18 de agosto de 1996, 18:00 | Ajax de Ámsterdam | 0:3 (0:0) | PSV Eindhoven                    | Amsterdam Arena, Ámsterdam                                 |                                                            |
|                             |                   | Reporte   | 48' Eijkelkamp · 61' 78' Degryse | Asistencia: 31.000 espectadores Árbitro(s): Jaap Uilenberg | Asistencia: 31.000 espectadores Árbitro(s): Jaap Uilenberg |

|                                  |
| Campeón PSV Eindhoven 2.º título |